# ژوآن سفار
ژوآن سفار (فرانسوی: Joann Sfar‎؛ فرانسوی: [ʒoan sfaʁ]؛ زادهٔ ۲۸ اوت ۱۹۷۱) فیلم‌نامه‌نویس، نویسنده، کارگردان فیلم، بازیگر، کارتونیست، و تهیه‌کننده فیلم اهل فرانسه است.
از فیلم‌ها یا مجموعه‌های تلویزیونی که وی در آن‌ها نقش داشته‌است، می‌توان به پیامبر اشاره نمود.